# Список умерших в 1135 году

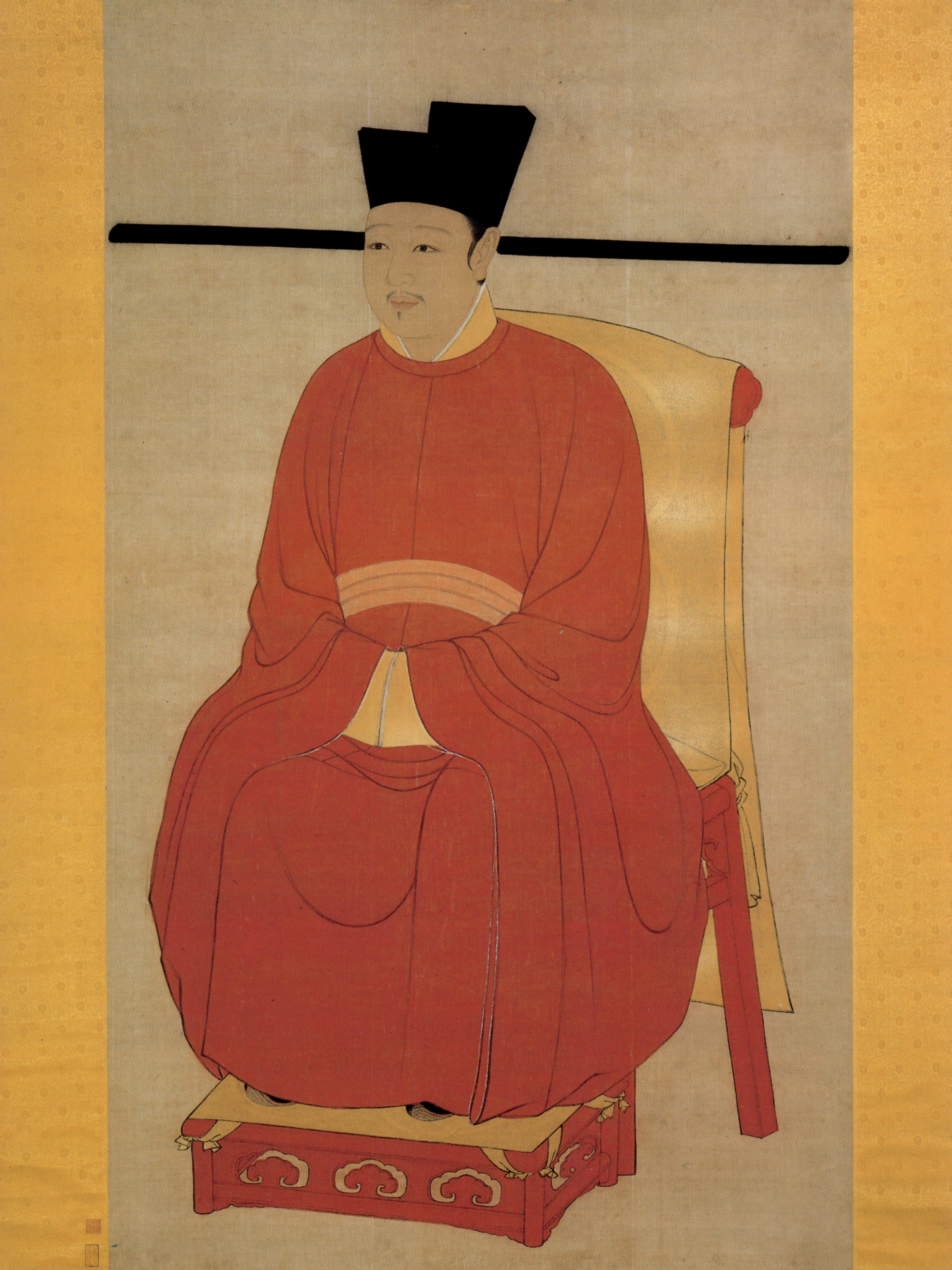
Хуэйцзун

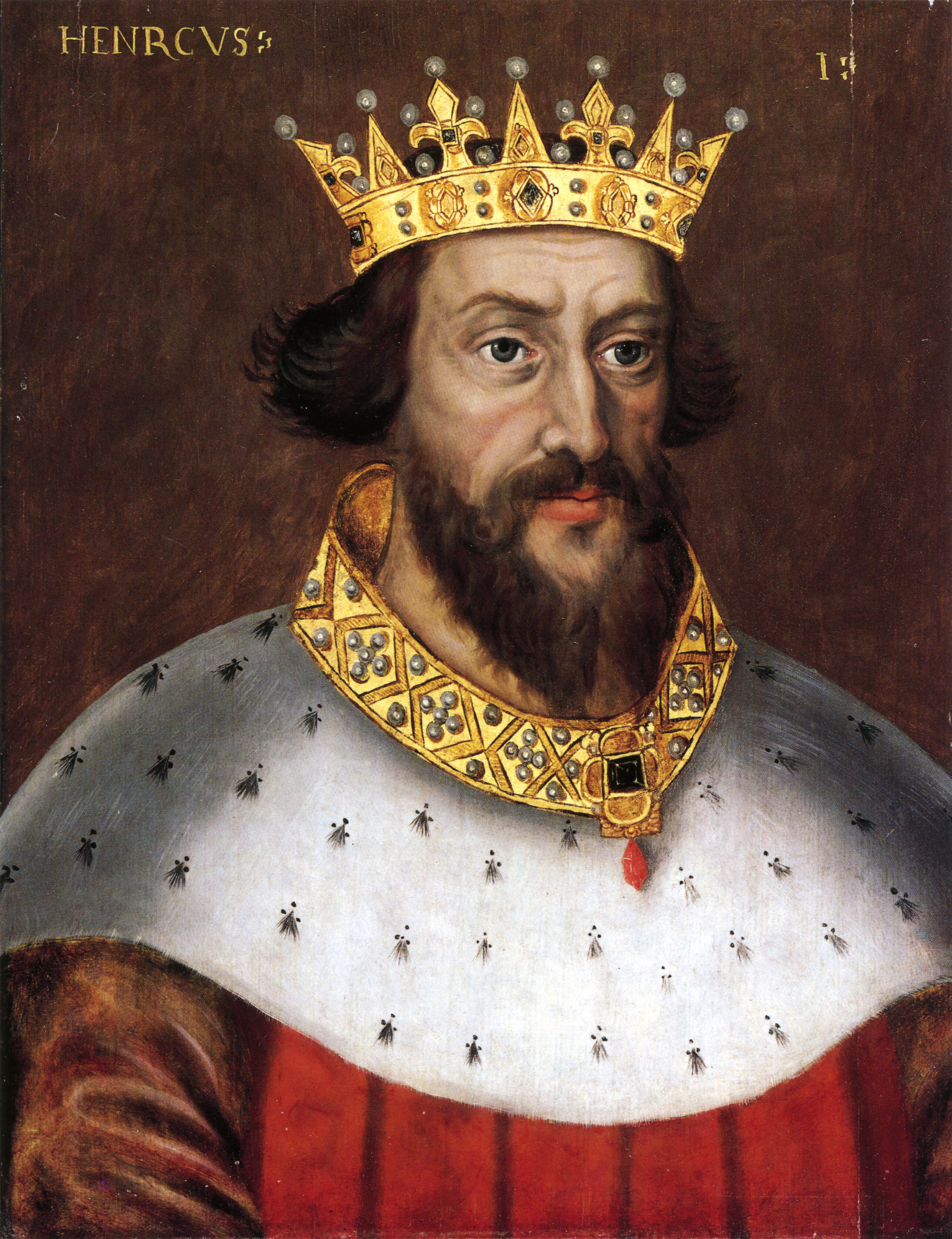
Генрих I Боклерк

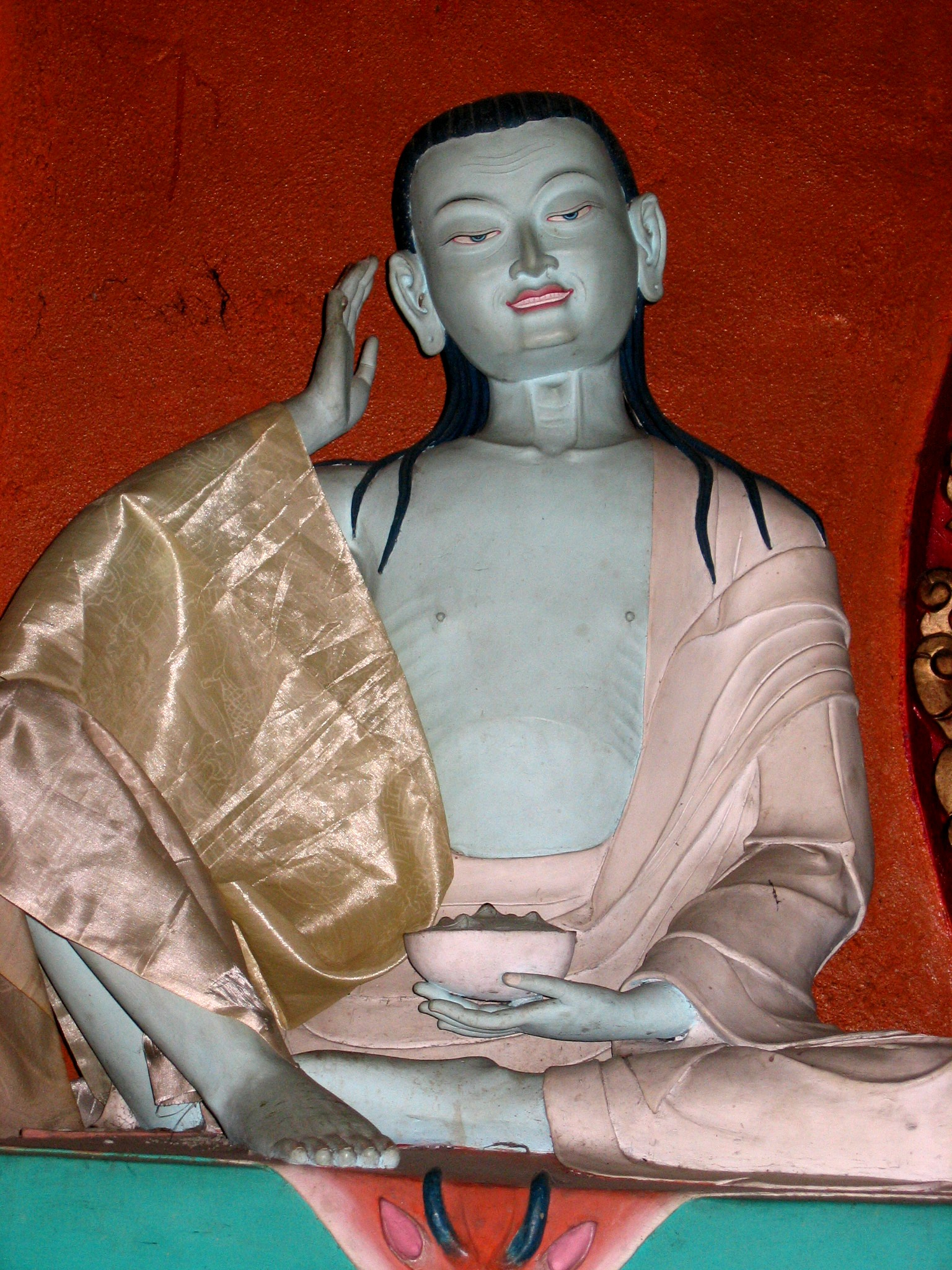
Миларепа

В этой статье представлен список известных людей, умерших в 1135 году.
См. также: Категория:Умершие в 1135 году

## Январь
- 18 января — Рейнальд[англ.] — первый епископ Ставангера. Казнён.
- 26 января
  - Иванко Павлович — новгородский посадник (1134—1135). Погиб в битве на Ждановской горе.
  - Петрила Микульчич — новгородский посадник (1131—1134). Погиб в битве на Ждановской горе.
- 30 января — Шамс аль-Мулюк Исмаил — буридский эмир Дамаска (1132—1135). Убит.

## Февраль
- 8 февраля — Эльвира Кастильская — Великая графиня-консорт Сицилии (1117—1130), первая королева-консорт Сицилии (1130—1135), жена Рожера II
- 9 февраля — Тай-цзун (59) — китайский император из Династии Цзинь (1123—1134),

## Апрель
- Фридрих[нем.] — граф Штаде (1128—1135)

## Июнь
- 4 июня — Хуэй-цзун (52) — император династии Сун (1100—1126), художник, каллиграф, музыкант, мастер чайной церемонии, последний правитель Северной Сун, умер в плену у чжурчжэней

## Август
- 8 августа — Василько Леонович — сын претендента на византийский престол лже-Льва Диогена и русской княжны Марии (Марицы), дочери Владимира Мономаха.
- 16 августа — Годфри[англ.] — епископ Бата (1123—1135)
- 29 августа — Абу Мансур аль-Мустаршид — халиф Багдадского халтифата (1118—1135)

## Декабрь
- 1 декабря — Генрих I Боклерк — король Англии (1100—1135), герцог Нормандии (1106—1120, 1120—1135).
- 25 декабря — Матвей Альбанский — кардинал-епископ Альбано (1126—1135), папский легат во Франции.
- 31 декабря — Генрих фон Гройч — граф Гройча (1124—1135), бургграф Магдебурга (1118—1135), маркграф Остмарка (1128—1135), маркграф Нидерлаузица {1131—1135)

## Дата неизвестна или требует уточнения
- Белина[болг.] — святая римско-католической церкви, дева-мученица
- Бернард Валанский[нем.] — католический патриарх Антиохии (1100—1135)
- Гарольд Кеся (Гарольд Копьё)— датский принц, сын Эрика I, регент Дании (1103—1104), антикороль Дании 1132—1135. Казнён вместе с 8 своими сыновьями.
- Готье I Бризбар — второй сеньор Бейрута (с 1122/24).
- Домналл мак Муйрхертайг Уа Бриайн — король Дублина из династии Уи Бриайн (ок. 1094—1102, 1103—1118).
- Дубайс ибн Садака — правитель эмирата Мазъядидов в Центральном Ираке (1118—1135).
- Иосиф Кара — французский библейский экзегет рационалистического направления.
- Джованни да Крема — кардинал-священник Сан-Кризогоно (1117—1135)
- Хонгу Лян[англ.] — китайская женщина-генерал из империи Сун, героиня фольклора. Погибла в сражении
- Миларепа — учитель тибетского буддизма, знаменитый йог-практик, поэт, автор многих песен и баллад, до сих пор популярных на Тибете, один из основателей школы кагью.
- Фридрих — граф Сааргау с 1118 года, первый граф Саарбрюккена с 1123 года
- Хамбелина Жюйисская — аббатиса, святая римско-католической церкви[1].
- Ян Ши — мыслитель-неоконфуцианец